# Oligopogon hyalipennis
Oligopogon hyalipennis är en tvåvingeart som först beskrevs av H. Oldroyd 1960.  Oligopogon hyalipennis ingår i släktet Oligopogon och familjen rovflugor.
Artens utbredningsområde är Madagaskar. Inga underarter finns listade i Catalogue of Life.